# Okres Varšava západ
Okres Varšava západ (polsky Powiat warszawski zachodni) je okres v polském Mazovském vojvodství. Rozlohu má 532,99 km² a v roce 2020 zde žilo 120 144 obyvatel. Sídlem správy okresu je město Ożarów Mazowiecki.

## Gminy
Městsko-vesnické:
- Błonie
- Łomianki
- Ożarów Mazowiecki

Vesnické:
- Izabelin
- Kampinos
- Leszno
- Stare Babice

## Města
- Błonie
- Łomianki
- Ożarów Mazowiecki

## Demografie
Počet obyvatel (informace z 30. června 2020):
|         | Celkem  | Celkem | Ženy   | Ženy  | Muži   | Muži  |
|         | Osob    | %      | Osob   | %     | Osob   | %     |
| ------- | ------- | ------ | ------ | ----- | ------ | ----- |
| Celkem  | 119 503 | 100    | 62 033 | 51,91 | 57 470 | 48,09 |
| Město   | 41 400  | 100    | 41 400 | 34,64 | 19 562 | 16,37 |
| Vesnice | 78 103  | 100    | 40 195 | 33,64 | 37 908 | 31,72 |